# 大相撲令和6年7月場所
大相撲令和6年7月場所（おおずもうれいわろくねん7がつばしょ）は、2024年（令和6年）7月14日から7月28日までの15日間、日本の愛知県名古屋市中区のドルフィンズアリーナ（愛知県体育館）で開催された大相撲本場所である。

## 概要
7月場所に関する時系列
- 2024年7月1日
  - 番付発表[1]。7月場所の番付が7月に発表されるのは、大相撲野球賭博問題の影響で番付発表が当初予定から1週間延期された大相撲平成22年7月場所を除くと初めてのことである[2]。

## 番付・星取表
※赤文字は優勝力士の成績。

### 幕内
| 東方     | 東方       | 東方     | 番付   | 西方     | 西方      | 西方          |
| 備考     | 成績       | 力士名   | 番付   | 力士名   | 成績      | 備考          |
| -------- | ---------- | -------- | ------ | -------- | --------- | ------------- |
| 優勝     | 12勝3敗    | 照ノ富士 | 横綱   |          |           |               |
|          | 10勝5敗    | 琴櫻     | 大関   | 豊昇龍   | 9勝4敗2休 |               |
|          |            |          | 大関   | 貴景勝   | 5勝10敗   | 角番          |
|          | 8勝7敗     | 阿炎     | 関脇   | 大の里   | 9勝6敗    | 新関脇 殊勲賞 |
| 関脇陥落 | 8勝7敗     | 霧島     | 関脇   |          |           |               |
| 再小結   | 8勝7敗     | 大栄翔   | 小結   | 平戸海   | 10勝5敗   | 新小結 技能賞 |
|          | 4勝11敗    | 明生     | 前頭1  | 熱海富士 | 7勝8敗    |               |
|          | 6勝9敗     | 若元春   | 前頭2  | 御嶽海   | 7勝8敗    |               |
|          | 0勝2敗13休 | 髙安     | 前頭3  | 豪ノ山   | 5勝10敗   |               |
|          | 9勝6敗     | 翔猿     | 前頭4  | 宇良     | 6勝9敗    |               |
|          | 0勝4敗11休 | 阿武咲   | 前頭5  | 湘南乃海 | 7勝8敗    |               |
| 敢闘賞   | 12勝3敗    | 隆の勝   | 前頭6  | 王鵬     | 9勝6敗    |               |
|          | 8勝7敗     | 琴勝峰   | 前頭7  | 佐田の海 | 5勝10敗   |               |
|          | 3勝12敗    | 竜電     | 前頭8  | 金峰山   | 4勝11敗   |               |
|          | 7勝8敗     | 欧勝馬   | 前頭9  | 玉鷲     | 7勝8敗    |               |
|          | 10勝5敗    | 正代     | 前頭10 | 翠富士   | 8勝7敗    |               |
|          | 8勝7敗     | 一山本   | 前頭11 | 錦木     | 5勝10敗   |               |
|          | 3勝2敗10休 | 朝乃山   | 前頭12 | 美ノ海   | 10勝5敗   |               |
|          | 6勝9敗     | 北勝富士 | 前頭13 | 宝富士   | 5勝10敗   |               |
| 再入幕   | 11勝4敗    | 若隆景   | 前頭14 | 遠藤     | 10勝5敗   | 再入幕        |
| 再入幕   | 5勝5敗5休  | 千代翔馬 | 前頭15 | 狼雅     | 9勝6敗    |               |
| 再入幕   | 9勝6敗     | 輝       | 前頭16 | 武将山   | 8勝7敗    | 再入幕        |
|          | 6勝9敗     | 錦富士   | 前頭17 |          |           |               |

### 十両
| 東方   | 東方       | 東方     | 番付   | 西方   | 西方    | 西方   |
| 備考   | 成績       | 力士名   | 番付   | 力士名 | 成績    | 備考   |
| ------ | ---------- | -------- | ------ | ------ | ------- | ------ |
|        | 7勝8敗     | 時疾風   | 十両1  | 阿武剋 | 9勝6敗  |        |
|        | 2勝1敗12休 | 尊富士   | 十両2  | 大奄美 | 6勝9敗  |        |
|        | 8勝7敗     | 北の若   | 十両3  | 水戸龍 | 6勝9敗  |        |
|        | 5勝10敗    | 大翔鵬   | 十両4  | 朝紅龍 | 6勝9敗  |        |
|        | 5勝10敗    | 東白龍   | 十両5  | 剣翔   | 7勝8敗  |        |
|        | 8勝7敗     | 志摩ノ海 | 十両6  | 玉正鳳 | 9勝6敗  |        |
|        | 5勝7敗3休  | 友風     | 十両7  | 紫雷   | 8勝7敗  |        |
|        | 12勝3敗    | 白熊     | 十両8  | 妙義龍 | 7勝8敗  |        |
|        | 9勝6敗     | 英乃海   | 十両9  | 千代栄 | 5勝10敗 |        |
|        | 11勝4敗    | 獅司     | 十両10 | 島津海 | 10勝5敗 |        |
|        | 5勝10敗    | 栃大海   | 十両11 | 碧山   | 6勝9敗  |        |
|        | 9勝6敗     | 白鷹山   | 十両12 | 對馬洋 | 1勝14敗 |        |
|        | 11勝4敗    | 伯桜鵬   | 十両13 | 嘉陽   | 7勝8敗  | 新十両 |
| 再十両 | 9勝6敗     | 藤青雲   | 十両14 | 生田目 | 4勝11敗 | 新十両 |

## 優勝争い
2場所連続の初日大関総崩れとなった名古屋場所であったが、横綱・照ノ富士は連勝を続け、6日目時点で、全勝照ノ富士に対し、1敗力士も不在という状況となった。これは、平成10年春場所の若乃花以来のことであった。
照ノ富士はその後も連勝を続け、9日目には小結・大栄翔を熱戦の末に上手出し投げで退けた。この時点で、9戦全勝の照ノ富士に対し、2敗で大関・琴櫻、平幕・美ノ海の2人のみが追う展開であった。
10日目には、美ノ海は遠藤との1分を超える相撲の末に敗戦。琴櫻は新関脇・大の里を上手投げで倒し、2敗をキープ。照ノ富士は霧島を小手投げで撃破。これにより、全勝照ノ富士を唯一2敗で琴櫻が追う展開と変わった。
11日目には、琴櫻が霧島に敗戦し、3敗へ後退。結びの一番で照ノ富士が大の里に引き落とされ、1敗に後退するものの、後続と２差は変わらなかった。
12日目。琴櫻、豊昇龍の３敗同士の一番は、琴櫻が差し勝ち、もろ差しになるも、豊昇龍の捨て身の首投げにより逆転負けを喫した。照ノ富士は関脇・阿炎を寄り切り、1敗をキープ。この時点でトップは照ノ富士、それを3敗で豊昇龍、隆の勝、美ノ海の3人が追う展開となった。
13日目、隆の勝は関脇・霧島、美ノ海は小結・大栄翔との対戦が組まれ、揃って勝利。3敗をキープした。大関・豊昇龍は前日の無理な投げが要因で股関節を痛め、休場。照ノ富士は大関・貴景勝を破り、1敗をキープした。
14日目、美ノ海は関脇・大の里に敗れ、4敗に後退。優勝争いから脱落した。豊昇龍の休場の影響もあり組まれた照ノ富士と隆の勝の直接対決は、照ノ富士の立ち合いからの手繰りが呼び込む格好となり、隆の勝に一方的に押し出された。これにより、2敗で照ノ富士、3敗で隆の勝となり、千秋楽まで優勝争いがもつれることとなった。
千秋楽、隆の勝は大の里を一方的な相撲で破り、3敗をキープ。照ノ富士は千秋楽結びの一番で大関・琴櫻と戦うも、琴櫻がもろ差しから巻き替えて放った上手出し投げに崩れ、3敗に後退した。これにより、12勝3敗同士で照ノ富士・隆の勝の優勝決定戦となった。
決定戦。隆の勝はもろ差しとなるも、照ノ富士が巻き替えて右四つ、左上手をとり、隆の勝を寄り切りで破った。これにより、照ノ富士は10回目の幕内最高優勝を果たした。

## 備考
- この場所が、1965年から名古屋場所を開催してきた愛知県体育館（ドルフィンズアリーナ）で開催される最後の7月場所（名古屋場所）となる。2025年以降の7月場所（名古屋場所）は愛知国際アリーナ（IGアリーナ）で開催される予定である[3]。
- 大関角番だった前場所を負け越した霧島は、この場所で関脇に陥落した。この場所で10勝を挙げれば特例で大関に復帰することができる[4]。なお先場所関脇で勝ち越した阿炎と、先場所小結で12勝3敗で優勝して新関脇となった大の里と合わせて、今場所は3関脇となった。大関からの陥落者を含む3関脇以上の番付は、令和5年1月場所（正代が関脇陥落、この場所は4関脇）以来となり、その令和5年1月場所と同じく3関脇以上の中には小結以下からの昇進者も同時に含まれている（令和5年1月場所では髙安が平幕から昇進）。
- 13日目には、霧島が隆の勝に敗れ6敗目を喫して大関特例復帰の失敗が確定し、また同日には貴景勝も照ノ富士に敗れ8敗目を喫し大関からの陥落が確定した。
- 三賞は、殊勲賞に大の里、敢闘賞に隆の勝、技能賞に平戸海となった。また、隆の勝が幕内最高優勝を条件に殊勲賞の受賞対象となったが、優勝は果たせず、受賞はできなかった。
- 十両は12日目終了時点で、白熊、獅司、島津海が3敗で並ぶ状態。島津海は連敗し、脱落。14日目終了時点で白熊と獅司が3敗、4敗で伯桜鵬が追う展開であった。千秋楽、獅司と伯桜鵬の取組は獅司がまわしを掴み、一気の勝負に出るが、伯桜鵬がうっちゃりで逆転勝利した。白熊が時疾風を寄り切りで破り、12勝3敗で白熊が十両優勝を決めた。
- 幕下以下の全段で13日目に7戦全勝で優勝が決定したため、幕下以下の優勝決定戦は行われなかった。
- 元関取で長期休場で番付を大幅に落としながら復帰した力士として、川副（元輝鵬）が序二段で、炎鵬が序ノ口で皆勤した（川副は先場所三段目で1番だけ取っていた）。いずれも6勝1敗であった。
- 元関取の引退力士については、場所前に千代の海と王輝が、場所中に朝弁慶が幕下以下の地位で引退した。なお当場所終了後の番付編成会議後に最高位幕下以下の8人の引退が発表された。
- 場所後、行司の昇格人事として、3代木村容堂が42代式守伊之助を襲名することが決定した。